# Quốc lộ 5
Quốc lộ 5 là đường giao thông huyết mạch nối cụm cảng Hải Phòng với thủ đô Hà Nội, miền Bắc Việt Nam. Nó còn là một phần của đường Xuyên Á AH14.

## Lộ trình
Điểm đầu từ Nút giao Kim Chung (trước đây bắt đầu từ Cầu Chui – Long Biên – Hà Nội, còn được gọi là nút giao trung tâm quận Long Biên), điểm cuối là khu công nghiệp Nam Đình Vũ (Nhà máy DAP Đình Vũ, Cảng Nam Đình Vũ) tại thành phố Hải Phòng. Chiều dài toàn tuyến 116 km. Quốc lộ 5 đi qua địa phận Đông Anh, Long Biên, Gia Lâm (Hà Nội), Văn Lâm, Yên Mỹ, Mỹ Hào (Hưng Yên), Bình Giang, Cẩm Giàng, thành phố Hải Dương, Kim Thành (Hải Dương), An Dương, Hồng Bàng, Hải An (Hải Phòng). Các đô thị nằm dọc quốc lộ 5 là quận Long Biên, Hà Nội, các thị trấn Trâu Quỳ (Gia Lâm), Như Quỳnh (Văn Lâm), Lai Cách (Cẩm Giàng), Phú Thái (Kim Thành); thị xã: Mỹ Hào, Tỉnh Hưng Yên; Thành phố: Hải Dương (Thành phố), tỉnh Hải Dương và các Quận của Hải Phòng.

### Tình trạng kỹ thuật
- Đường cấp 1 đồng bằng, đi qua địa hình đồng bằng châu thổ sông Hồng, dân cư đông đúc, có mạng đường dọc, đường ngang, đường bổ trợ khá hoàn chỉnh và phát triển;
- Nền đường: từ 26 đến 35 m, mặt đường 18 đến 23 m (từ km 0 đến km6+600 mặt đường 6 làn xe bằng 30 m) thảm bê tông nhựa. Từ km 6+600 (Phú Thụy – Gia Lâm – Thành phố Hà Nội) đến Cảng Chùa Vẽ – Hải Phòng, mặt đường phổ biến từ 18 đến 23 m (4 làn xe) có dải phân cách cứng rộng 1,2 – 1,5 m. Quốc lộ 5 bảo đảm thông xe 2 mùa.
- Có 12 cầu chính trên đường vượt chướng ngại nước và vượt đường bộ, đường sắt là cầu bê tông có tải trọng cho xe H30.
- Cầu dân sinh qua đường bằng các cầu chui có chiều dài phổ biến từ 18 đến 23 m, cao 2,5 m, rộng 3–4 m bằng vật liệu bê tông dự ứng lực.
- Nhiều đoạn dải phân cách đã bị người dân phá để lấy lối qua đường. Vì vậy, tuyến quốc lộ này thường xuyên xảy ra tai nạn giữa xe cơ giới và người đi bộ.[3]
- Nắn đường: quốc lộ 5 ngày nay đã được nâng cấp mở rộng trên cơ sở đường quốc lộ 5 cũ. Một số đoạn được nắn lại như ở Văn Lâm, Mỹ Hào, thành phố Hải Dương, An Dương và trung tâm thành phố Hải Phòng.

### Tu bổ
Tổng cục Đường bộ Việt Nam (Bộ GTVT) vừa có công điện khẩn, yêu cầu Tổng Công ty Phát triển hạ tầng và đầu tư tài chính Việt Nam (Vidifi) đẩy nhanh tiến độ thực hiện các gói thầu của dự án sửa chữa mặt đường quốc lộ 5, nếu không sẽ bị dừng thu phí. Theo PGS.TS Ngô Trí Long, từ năm 2016 đến nay, không dưới 3 lần quốc lộ 5 bị hư hỏng và cũng từng ấy lần những "tối hậu thư" với nội dung "sẽ dừng thu phí nếu không sửa đường kịp thời" đều vô tác dụng.
Tổng chiều dài quốc lộ 5 có tổng chiều dài 119 km. Quy mô: 4 - 10 làn xe. Nền đường rộng: 25,8m - 45,5m. Vận tốc thiết kế: Tối đa: 80 km/h và tối thiểu: 20 km/h.

## Lịch sử
Tiền thân của Quốc lộ 5 là đường thuộc địa số 5, được xây dựng từ thời Pháp thuộc. Quốc lộ 5 được cải tạo, nâng cấp từ tháng 6 năm 1996 và hoàn thành tháng 6 năm 1998. Trên quốc lộ 5 có 2 trạm thu phí sử dụng, một tại địa phận tỉnh Hưng Yên và một tại địa phận thành phố Hải Phòng.
Song song với quốc lộ 5 là tuyến đường sắt Hà Nội – Hải Phòng dài khoảng 110 km. Do đoạn từ cầu Chui (Long Biên) đến nút giao Kim Chung mới được xây dựng nên nó còn được gọi là Quốc lộ 5 kéo dài.
Khi mới cải tạo, toàn bộ tuyến Quốc lộ 5 từ Hà Nội đến Hải Phòng đều mang tên đường Nguyễn Văn Linh. Tuy nhiên, sau này, một số đoạn đã được đổi tên. Hiện nay, tên đường Nguyễn Văn Linh chỉ còn được giữ cho các đoạn đi qua nội thành Hà Nội, nội thành Hải Phòng và một số khu vực trung tâm của các tỉnh mà tuyến đường này chạy qua.